# Markus Jonsson
Per Markus Jonsson (ur. 9 marca 1981 w Växjö) – szwedzki piłkarz występujący na pozycji obrońcy.

## Kariera klubowa
Jonsson treningi rozpoczął w klubie Växjö. W 1998 roku trafił do trzecioligowego zespołu Öster. W tym samym roku awansował z nim do Superettan. W 2002 roku zajął z klubem 1. miejsce w lidze i wywalczył z nim awans do Allsvenskan. W tych rozgrywkach zadebiutował 13 kwietnia 2003 roku w wygranym 3:0 meczu z Helsingborgiem. 25 sierpnia 2003 roku w zremisowanym 4:4 spotkaniu z Hammarby strzelił pierwszego gola w trakcie gry w Allsvenskan. W sezonie 2003 Jonsson uplasował się z drużyną na 13. miejscu w lidze i spadł z nim do Superettan. W Öster grał do 2005 roku.
W 2006 roku odszedł do Solny z Allsvenskan. Pierwszy ligowy pojedynek w jej barwach zaliczył 2 kwietnia 2006 roku przeciwko Gefle (2:2). W tym samym roku wywalczył z zespołem wicemistrzostwo Szwecji. W 2009 roku zdobył z nim mistrzostwo Szwecji oraz Puchar Szwecji.
W styczniu 2010 roku Jonsson został graczem greckiego Panioniosu. W Super League Ellada zadebiutował 7 lutego 2010 roku w przegranym 0:1 spotkaniu z Halkidoną.
W 2012 roku Jonsson przeszedł do SK Brann.

## Kariera reprezentacyjna
W reprezentacji Szwecji Jonsson zadebiutował 14 stycznia 2007 roku w przegranym 0:2 towarzyskim meczu z Wenezuelą.